# Sharuhen

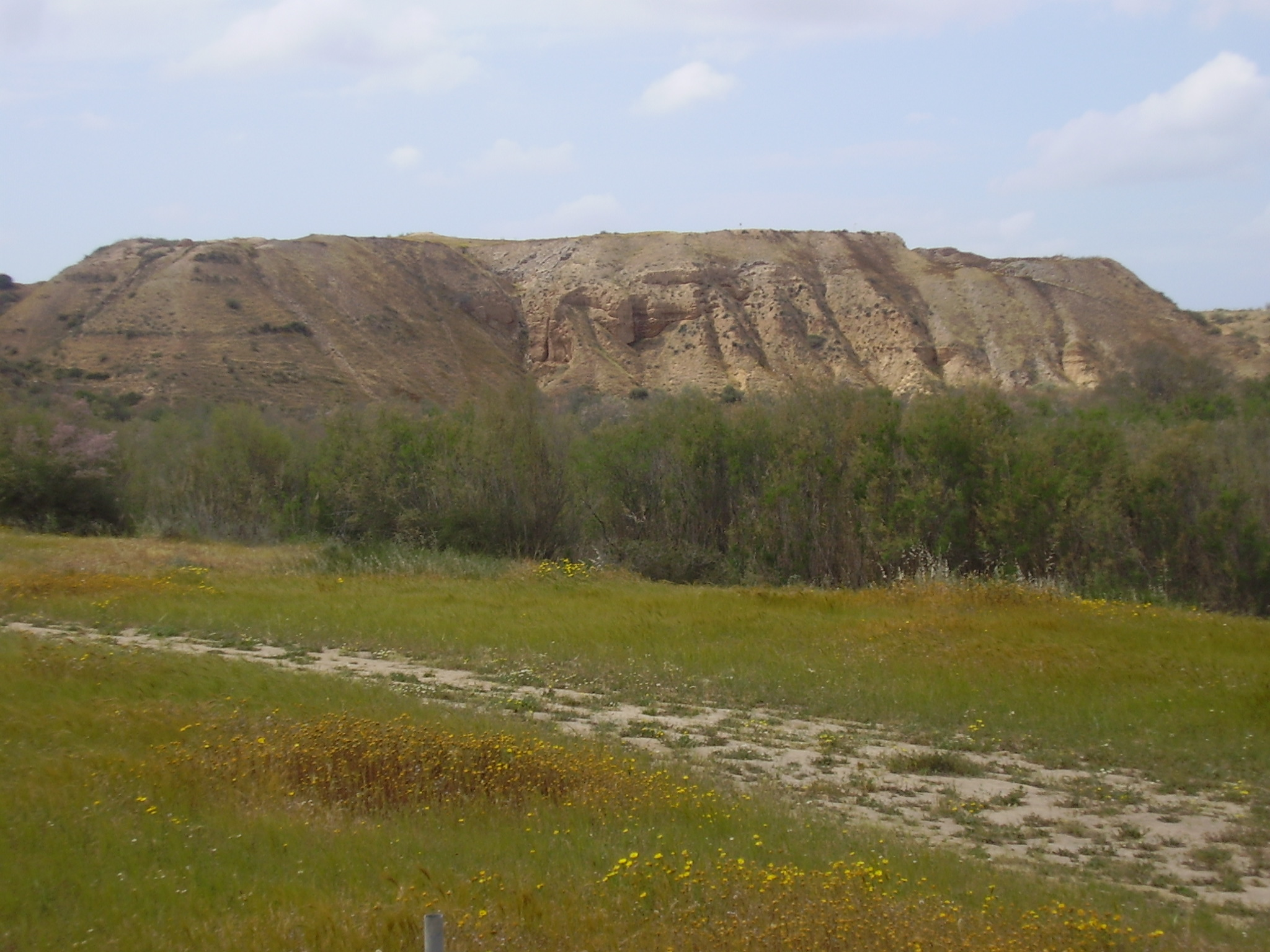
Tell el-Farah (sud).

Sharuhen o Saruhen va ser una antiga ciutat estat al desert del Nègueb. Després de la seva expulsió, els hicsos d'Egipte en la segona meitat del segle XVI aC, van fugir a Saruhen i la van fortificar. Els exèrcits del faraó Ahmosis I, després d'un setge de tres anys, van ocupar i arrasar la ciutat.

## Història
La destrucció de Sharuhen no va ser més que la primera etapa d'una nova política de guerra preventiva duta a terme pels antics egipcis. A causa que els egipcis de la dinastia XVII se sentien profundament humiliats pel govern dels hicsos de la dinastia XV i Dinastia XVI (vers 1650 aC - 1540 aC, la dinastia tebana va llançar una ambiciosa guerra, dirigida per Seqenenra Taa o Tao II, contra el rei estranger, Apofis I, per recuperar el territori perdut. Encara que la seva campanya per expulsar els hicsos d'Egipte no va tenir èxit, i ell mateix va morir en la batalla, el seu fill, Kamosis, va llançar un nou atac contra Àvaris, la capital dels hicsos situada al Delta del Nil oriental. Seria el germà menor de Kamosis, Ahmosis I, qui finalment va aconseguir conquerir i arrasar Àvaris, i l'expulsió definitiva dels governants hicsos d'Egipte.
| «                                                       | "Després Sharuhen va ser capturada després de tres anys. La seva majestat la va despullar i jo vaig prendre les despulles d'ella: dues dones i una mà". | » |
| — Ahmosis, fill d'Abana, dinastia XVIII ((Urk IV 8-15). | |   |

El domini estranger dels hicsos va ser visualitzat com un profund insult a l'honor i la integritat d'Egipte. Perquè no tornés repetir-se un fet així, es va decidir estendre l'hegemonia egípcia sobre els asiàtics cap al nord i l'est d'Egipte. Ahmosis I va començar una agressiva política de guerra preventiva prenent Sharuhen, política continuada pel seu successor, Tuthmosis I, qui va estendre la influència egípcia fins al regne de Mitanni al nord i cap a Mesopotàmia, al nord-est, creant així el que es convertiria en el més extens imperi del món antic.
Sharuhén també és esmentat en la Bíblia al  Llibre de Josuè 19: 6 : a la descripció de l'adjudicació de terra a la tribu de Simeó. 

## Identificació de jaciments arqueològics
S'han identificat diversos llocs com a possibles emplaçaments de l'antiga Sharuhen.
- Tell el-Farah (sud) (riu Besor) (31° 16′ 55″ N, 34° 28′ 57″ E / 31.28194°N,34.48250°E) que va ser primerament excavat per Flinders Petrie a la fi dels anys 1920. Primer va identificar el jaciment com Beth-Pelet (Josuè 15: 27) i va publicar l'informe de les seves excavacions amb els noms de  Beth-Pelet I - II . Seria William Foxwell Albright qui va establir les bases per a la identificació de Tell Farah sud com Sharuhen.[2]
- Tell el-Ajjul (31° 28′ 04″ N, 34° 24′ 15″ E / 31.467665°N,34.404297°E) que va ser excavada també per Petrie en la dècada de 1930 i va pensar que Ajjul era l'antiga Gaza, una teoria que des de llavors ha estat desmentida en part. L'arqueòleg Aharon Kempinski va proposar identificar Ajjul amb Saruhen a la dècada de 1970. Les excavacions a Ajjul van ser represes el 1999 per un equip suec-palestí sota la direcció de Peter M. Fischer i Moain Sadeq.
- Tel Heror (31° 22′ 56″ N, 34° 36′ 23″ E / 31.382117°N,34.606522°E) va ser proposat finalment per Anson Rainey.